# Catharina van Aragon
Catharina van Aragon (Alcalá de Henares, 16 december 1485 — Kimbolton, 7 januari 1536) was koningin-gemalin van Engeland van 1509 tot 1534. Zij was een dochter van het Spaanse katholieke koningspaar Ferdinand en Isabella, en de eerste vrouw van de Engelse koning Hendrik VIII. In 1513 was ze in zijn naam enkele maanden met succes regentes van Engeland: zij slaagde erin een aanval van de Schotten op Engeland af te slaan.  
Catharina en Hendrik kregen een dochter, de latere Maria I van Engeland, en enkele zoons, die allemaal kort na de geboorte stierven. Het ontbreken van een mannelijke erfgenaam was voor Hendrik VIII aanleiding om het huwelijk te willen laten ontbinden. Dit leidde uiteindelijk tot een breuk met de rooms-katholieke kerk. Catharina heeft altijd geweigerd de scheiding te accepteren. Zij werd verbannen van het hof en stierf in 1536 in eenzaamheid.  Catharina van Aragon wordt geroemd om haar intelligentie, onverzettelijkheid en vroomheid.

## Jeugd en opvoeding
Catharina van Aragon,  die in Spanje Catalina werd genoemd, was het jongste kind van Ferdinand II van Aragon en Isabella van Castilie. Zij was een jongere zuster van Johanna van Castilie, bijgenaamd de Waanzinnige. Als kind volgde Catharina haar ouders tijdens hun veldtochten door heel Spanje. Haar opvoeding stond in het teken van talenkennis, kennisvergaring en het katholieke geloof.  Zoals alle dochters van Ferdinand en Isabella kreeg ze de kans zich tot een aanzienlijk intellectueel niveau te ontwikkelen. Ze sprak vloeiend Latijn en Frans, en was op de hoogte van de laatste theologische opvattingen. Daarnaast werd ze onderwezen in de 'vrouwelijke' vaardigheden die van de toekomstige vrouw van een vorst verwacht mochten worden. Ze werd later bewonderd door de Spaanse humanist Juan Luis Vives en door Erasmus. Ze werd omschreven als een uiterst vrome vrouw.

## Prinses van Wales
Koning Hendrik VII van Engeland, de eerste koning uit het huis Tudor, wilde door een huwelijk van zijn oudste zoon Arthur Tudor, prins van Wales, met een Spaanse prinses het aanzien en de positie van zijn dynastie verbeteren. In 1488 werd per verdrag geregeld dat de drie jaar oude prinses Catharina op termijn zou trouwen met de prins van Wales. Zij zou een bruidsschat krijgen van 200.000 escudos. 
Op 2 oktober 1501 kwam ze in Engeland aan en op 14 november 1501 werd het huwelijk gesloten. Arthur was op dat moment vijftien en Catharina zestien. Catharina zou later onder ede verklaren dat het huwelijk nooit werd geconsummeerd. Prins Arthur overleed al in 1502 als gevolg van een ernstige infectieziekte, die Catharina zelf ternauwernood overleefde.

## Huwelijk en kinderen

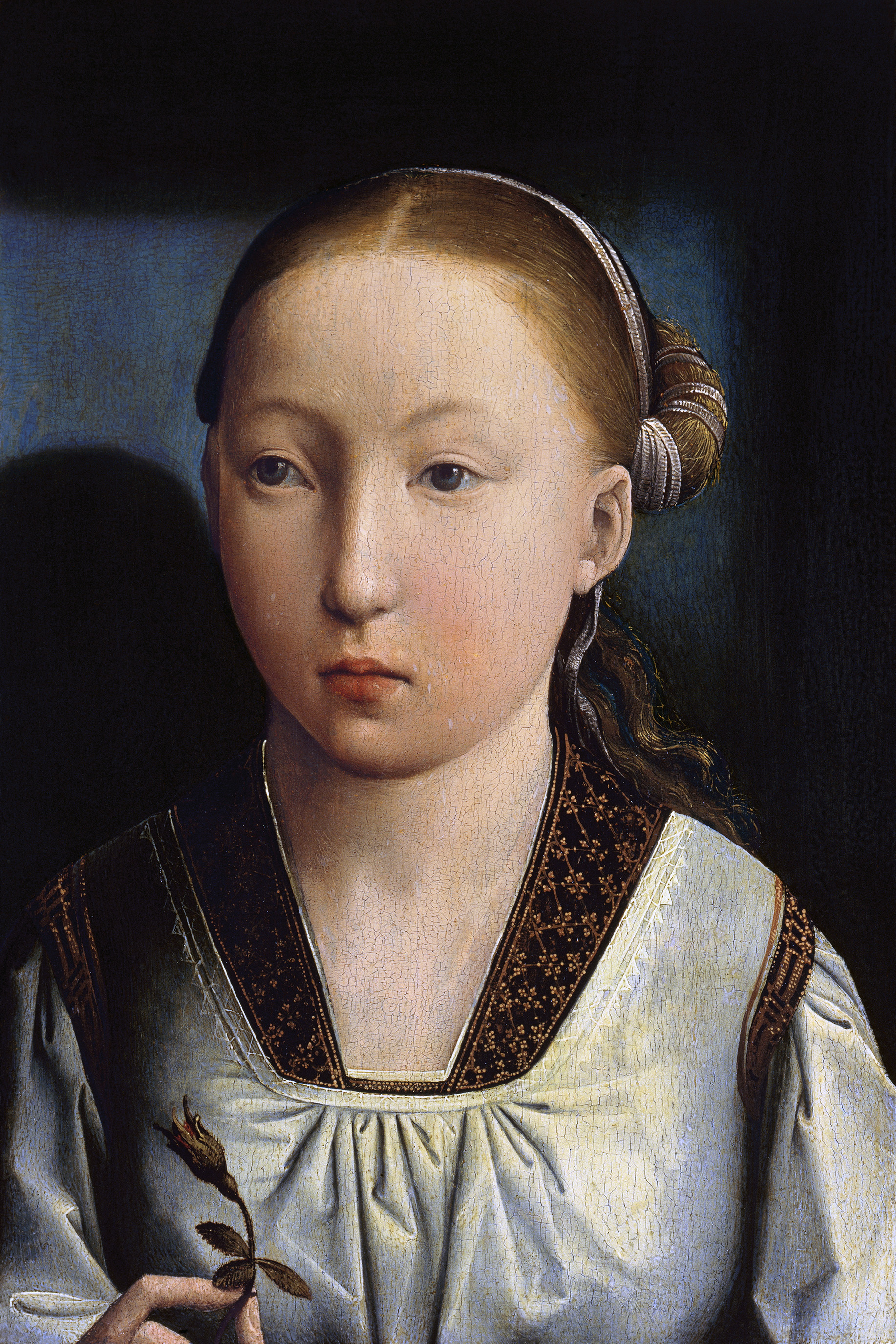
Mogelijk portret van Catharina van Aragon als kind, door Juan de Flandes. Circa 1496

Zowel het Spaanse koningspaar als Hendrik VII waren ervoor dat de prinses-weduwe zou hertrouwen met Arthurs jongere broer, de latere Hendrik VIII. Hij was op dat moment twaalf jaar oud. Paus Julius II gaf dispensatie voor dit huwelijk tussen een schoonzus en zwager, hoewel de Bijbel zo'n huwelijk uitdrukkelijk toestaat (zie leviraatshuwelijk). Een aantal jaren was Catharina's positie echter onzeker. Het was niet duidelijk of Hendrik VII zijn zoon echt met Catharina wilde laten trouwen. De prinses had nauwelijks inkomen en beklaagde zich in brieven bij haar vader over haar behandeling. Hendrik VII overleed op 21 april 1509. Op 11 juni 1509 trouwde de nieuwe koning Hendrik VIII dan toch met Catharina.
Catherina was in totaal zeven keer zwanger. Slechts een kind bleef leven:
1. Op 31 januari 1510 bracht ze een doodgeboren meisje ter wereld.
2. Een zoon, Henry, hertog van Cornwall, werd geboren op 1 januari 1511. Ter ere van hem werden geweren afgevuurd vanuit de Tower of London en werden de stadsklokken geluid, bakens aangestoken en gratis wijn uitgedeeld aan de hele bevolking. Vijf dagen na zijn geboorte, op 6 januari 1511, werd de prins gedoopt in Richmond Palace, zijn peetouders waren de aartsbisschop van Canterbury, de graaf van Surrey en de gravin van Devon. Op 22 februari 1511, slechts 52 dagen oud, stierf de jonge prins plotseling, mogelijk aan een darmaandoening.
3. Op 17 september 1513, toen ze regentes was van Engeland,  beviel Catharina vroegtijdig van een jongen die doodgeboren was, dan wel kort na de geboorte stierf.
4. Op 8 januari 1515 beviel ze van een doodgeboren jongen.
5. Op 18 februari 1516 bracht Catherine om 4 uur een gezond meisje ter wereld in Greenwich Palace, Kent. Ze werd Maria genoemd en werd drie dagen later (21 februari) gedoopt met een grote ceremonie in de Church of Observant Friars.
6. In de herfst van 1517 kreeg Catherine een miskraam.
7. In februari 1518 kondigde Catherine haar zevende zwangerschap aan. In maart bezocht ze het Merton College, Oxford en maakte ook een bedevaart naar het heiligdom van St. Frideswide en vroeg om een gezonde zoon. Op 10 november 1518 beviel ze van een dochter, maar het kind leefde slechts een paar uur.

Er wordt vermoed dat Hendrik VIII vanaf 1514 maîtresses had. In 1519 kreeg hij een buitenechtelijke zoon, Henry Fitzroy, met Elizabeth "Bessie" Blount.

## Koningin-gemalin en regentes

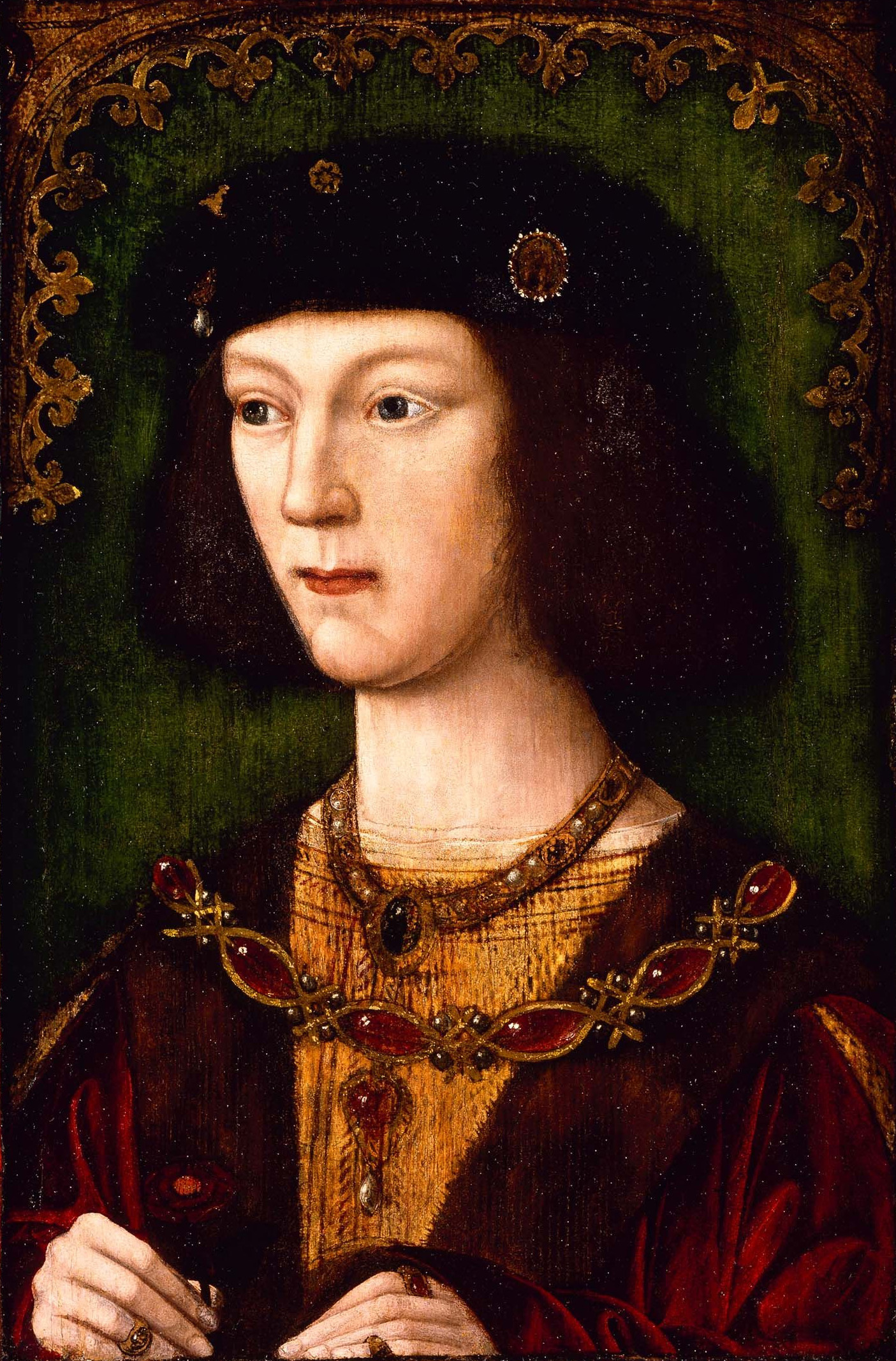
Hendrik VIII ten tijde van zijn huwelijk met Catharina van Aragon

Catharina had in de eerste jaren van haar huwelijk beperkte politieke invloed. Zij trad van tijd tot tijd op als de belangenbehartiger van haar vader Ferdinand (haar moeder was overleden). Dit maakte haar positie aan het Engelse hof niet altijd makkelijk.
In 1513 verliet Hendrik VIII Engeland om oorlog te voeren met Frankrijk. Catharina was in zijn afwezigheid tussen 30 juni en 21 oktober 1513 regentes van het koninkrijk en kapitein-generaal.  Ze kreeg te maken met een ernstige crisis toen Jacobus IV van Schotland op 22 augustus Engeland binnenviel.  De Schotten werden op 9 september bij Flodden Field verslagen door Thomas Howard, graaf van Surrey, de Engelse bevelhebber in het noorden. Jacobus IV en een groot aantal Schotse edelen sneuvelden tijdens de slag. Catharina was op dat moment aan het hoofd van reservetroepen op weg naar het noorden. Toen bekend werd dat de Schotten waren verslagen, werd dit reserveleger in Buckingham ontbonden.  Catharina was zwanger; een week later beviel ze van een doodgeboren zoontje
Na het overlijden van haar vader in 1516 werd Catharina's rol als liaison tussen Spanje en Engeland minder relevant. 
Catharina was zeer intelligent, en geïnteresseerd in literatuur en wetenschap. Ze bracht bezoeken aan de universiteiten van Oxford en Cambridge, en was een beschermvrouwe van verschillende geleerden. Juan Luis Vives schreef in opdracht van haar De institutione foeminae Christianae (1524) en Erasmus droeg zijn werk Christiani matrimonii institutio (1526) aan haar op. Thomas Cromwell, de machtige adviseur van Hendrik VIII, zou van Catharina van Aragon gezegd hebben dat ze het tegen elke held uit de geschiedenis had kunnen opnemen, als ze niet als vrouw was geboren.

## Geforceerde scheiding
Om dynastieke redenen hoopte de koning op een mannelijke erfgenaam. Mede doordat uit het huwelijk verder geen levensvatbare kinderen meer werden geboren zocht hij vanaf 1527 naar een geldige reden om zich van Catharina te laten scheiden. Parallel aan de discussies over het ontbinden van zijn huwelijk begon Hendrik een verhouding met hofdame Anna Boleyn.  Hendrik werd bij zijn streven naar een echtscheiding geholpen door de lord-kanselier, kardinaal Thomas Wolsey, die wist te verklaren dat een huwelijk met een schoonzuster volgens de Bijbelse overlevering onwettig en incestueus was. Dit voorschrift geldt echter voor een levende broer; wat het  leviraatshuwelijk aangaat zegt de Bijbel het tegendeel. Ook al had de paus in dit geval de dispensatie verleend, toch beschouwde Wolsey het huwelijk, om de koning ter wille te zijn, als ongeldig, wegens een kleine formele onjuistheid.  

Catharina's standpunt was dat haar huwelijk met Arthur nooit geconsummeerd was; haar huwelijk met Henry was daarom geldig in de ogen van God en de mens. Zij weigerde in te stemmen met een ontbinding van het huwelijk om zich daarna terug te trekken in een klooster. Zij verwoordde dit tijdens een hoorzitting onder leiding van de pauselijke legaat Campeggi op 18 juni 1529. Toen zij gesproken had verliet zij de zaal, ondanks oproepen om terug te keren, de heren verbijsterd achterlatend.

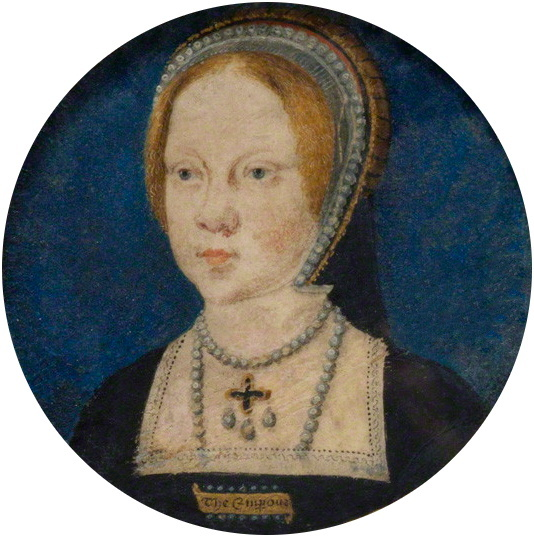
Maria Tudor, dochter van Hendrik VIII en Catharina van Aragon, door Lucas Horenbout

Catharina heeft altijd geweigerd in te stemmen met de nietigverklaring van haar huwelijk met Hendrik en zocht onder andere steun bij haar neef, keizer Karel V. In 1531 werd ze verbannen van het hof. Ze heeft daarna de koning en haar dochter Maria nooit meer gezien; ze leefde in verschillende afgelegen kastelen in steeds groter isolement en met een steeds kleinere hofhouding. Op 23 mei 1533 werd haar huwelijk ontbonden verklaard door aartsbisschop Thomas Cranmer. De paus had hiervoor geen toestemming gegeven. In 1534 voerde Hendrik de Act of Supremacy in, waarmee hij zich losmaakte van de katholieke Kerk en zichzelf tot hoofd van een nieuwe protestante Anglicaanse Kerk verklaarde. 

## Laatste jaren
Catharina was nu officieel geen koningin meer, maar slechts prinses-weduwe. Haar dochter Maria werd daarmee gezien als een onwettig kind. Catharina bleef eisen aangesproken te worden als koningin, en ondertekende haar brieven tot het laatst met Catherine, the Queen. Zij was nog altijd zeer geliefd onder het volk, dat haar als de enige echte koningin zag en weinig sympathie had voor Anna Boleyn, met wie Hendrik al in januari 1533 was getrouwd. De staatsman en filosoof Thomas More en bisschop John Fisher, die Catharina ook na haar verbanning waren blijven steunen en weigerden de Act of Supremacy te accepteren, werden in 1535 wegens hoogverraad ter dood gebracht.
Op 7 januari 1536 stierf Catharina in Kimbolton (Cambridgeshire), mogelijk aan een vorm van kanker. Zij werd begraven in de kathedraal van Peterborough als een prinses van Wales, niet als een koningin van Engeland. Hendrik noch hun dochter Maria waren aanwezig bij de begrafenis. Hendrik had Maria verboden de begrafenis te bezoeken.
Maria werd door Hendrik aanvankelijk als bastaard beschouwd, maar later weer in de troonopvolging opgenomen. Zij zou koningin van Engeland zijn van 1553 tot 1558.

## Kwartierstaat (voorouders)
| Ferdinand I van Aragon (1380-1416) | Ferdinand I van Aragon (1380-1416) | Ferdinand I van Aragon (1380-1416) | Ferdinand I van Aragon (1380-1416) | Ferdinand I van Aragon (1380-1416) | Ferdinand I van Aragon (1380-1416) | Eleonora Urraca van Castilië (1374-1435) | Eleonora Urraca van Castilië (1374-1435) | Eleonora Urraca van Castilië (1374-1435) | Eleonora Urraca van Castilië (1374-1435) | Eleonora Urraca van Castilië (1374-1435) | Eleonora Urraca van Castilië (1374-1435) |                                     |                                     | Fadrique Enríquez (1390-1473)       | Fadrique Enríquez (1390-1473)       | Fadrique Enríquez (1390-1473) | Fadrique Enríquez (1390-1473) | Fadrique Enríquez (1390-1473) | Fadrique Enríquez (1390-1473) | Mariana Fernández de Córdoba y Ayala (1394-1431) | Mariana Fernández de Córdoba y Ayala (1394-1431) | Mariana Fernández de Córdoba y Ayala (1394-1431) | Mariana Fernández de Córdoba y Ayala (1394-1431) | Mariana Fernández de Córdoba y Ayala (1394-1431) | Mariana Fernández de Córdoba y Ayala (1394-1431) |                                  |                                  | Hendrik III van Castilië (1379-1406) | Hendrik III van Castilië (1379-1406) | Hendrik III van Castilië (1379-1406) | Hendrik III van Castilië (1379-1406) | Hendrik III van Castilië (1379-1406) | Hendrik III van Castilië (1379-1406) | Catharina van Lancaster (1373-1418) | Catharina van Lancaster (1373-1418) | Catharina van Lancaster (1373-1418) | Catharina van Lancaster (1373-1418) | Catharina van Lancaster (1373-1418) | Catharina van Lancaster (1373-1418) |                                     |                                     | Johan van Portugal (1400-1442)      | Johan van Portugal (1400-1442)      | Johan van Portugal (1400-1442)    | Johan van Portugal (1400-1442)    | Johan van Portugal (1400-1442)    | Johan van Portugal (1400-1442)    | Isabella van Bragança (1402-1465) | Isabella van Bragança (1402-1465) | Isabella van Bragança (1402-1465) | Isabella van Bragança (1402-1465) | Isabella van Bragança (1402-1465) | Isabella van Bragança (1402-1465) |  |  |  |  |  |  |  |  |  |  |  |  |  |  |  |  |  |  |  |  |  |  |  |  |  |  |  |  |  |  |  |  |  |  |  |  |  |  |  |  |  |  |  |  |  |  |  |  |
| Ferdinand I van Aragon (1380-1416) | Ferdinand I van Aragon (1380-1416) | Ferdinand I van Aragon (1380-1416) | Ferdinand I van Aragon (1380-1416) | Ferdinand I van Aragon (1380-1416) | Ferdinand I van Aragon (1380-1416) | Eleonora Urraca van Castilië (1374-1435) | Eleonora Urraca van Castilië (1374-1435) | Eleonora Urraca van Castilië (1374-1435) | Eleonora Urraca van Castilië (1374-1435) | Eleonora Urraca van Castilië (1374-1435) | Eleonora Urraca van Castilië (1374-1435) |                                     |                                     | Fadrique Enríquez (1390-1473)       | Fadrique Enríquez (1390-1473)       | Fadrique Enríquez (1390-1473) | Fadrique Enríquez (1390-1473) | Fadrique Enríquez (1390-1473) | Fadrique Enríquez (1390-1473) | Mariana Fernández de Córdoba y Ayala (1394-1431) | Mariana Fernández de Córdoba y Ayala (1394-1431) | Mariana Fernández de Córdoba y Ayala (1394-1431) | Mariana Fernández de Córdoba y Ayala (1394-1431) | Mariana Fernández de Córdoba y Ayala (1394-1431) | Mariana Fernández de Córdoba y Ayala (1394-1431) |                                  |                                  | Hendrik III van Castilië (1379-1406) | Hendrik III van Castilië (1379-1406) | Hendrik III van Castilië (1379-1406) | Hendrik III van Castilië (1379-1406) | Hendrik III van Castilië (1379-1406) | Hendrik III van Castilië (1379-1406) | Catharina van Lancaster (1373-1418) | Catharina van Lancaster (1373-1418) | Catharina van Lancaster (1373-1418) | Catharina van Lancaster (1373-1418) | Catharina van Lancaster (1373-1418) | Catharina van Lancaster (1373-1418) |                                     |                                     | Johan van Portugal (1400-1442)      | Johan van Portugal (1400-1442)      | Johan van Portugal (1400-1442)    | Johan van Portugal (1400-1442)    | Johan van Portugal (1400-1442)    | Johan van Portugal (1400-1442)    | Isabella van Bragança (1402-1465) | Isabella van Bragança (1402-1465) | Isabella van Bragança (1402-1465) | Isabella van Bragança (1402-1465) | Isabella van Bragança (1402-1465) | Isabella van Bragança (1402-1465) |  |  |  |  |  |  |  |  |  |  |  |  |  |  |  |  |  |  |  |  |  |  |  |  |  |  |  |  |  |  |  |  |  |  |  |  |  |  |  |  |  |  |  |  |  |  |  |  |
|                                    |                                    |                                    |                                    |                                    |                                    |                                          |                                          |                                          |                                          |                                          |                                          |                                     |                                     |                                     |                                     |                               |                               |                               |                               |                                                  |                                                  |                                                  |                                                  |                                                  |                                                  |                                  |                                  |                                      |                                      |                                      |                                      |                                      |                                      |                                     |                                     |                                     |                                     |                                     |                                     |                                     |                                     |                                     |                                     |                                   |                                   |                                   |                                   |                                   |                                   |                                   |                                   |                                   |                                   |  |  |  |  |  |  |  |  |  |  |  |  |  |  |  |  |  |  |  |  |  |  |  |  |  |  |  |  |  |  |  |  |  |  |  |  |  |  |  |  |  |  |  |  |  |  |  |  |
|                                    |                                    |                                    |                                    | Johan II van Aragón (1398-1479)    | Johan II van Aragón (1398-1479)    | Johan II van Aragón (1398-1479)          | Johan II van Aragón (1398-1479)          | Johan II van Aragón (1398-1479)          | Johan II van Aragón (1398-1479)          |                                          |                                          |                                     |                                     |                                     |                                     | Johanna Enríquez (1425-1468)  | Johanna Enríquez (1425-1468)  | Johanna Enríquez (1425-1468)  | Johanna Enríquez (1425-1468)  | Johanna Enríquez (1425-1468)                     | Johanna Enríquez (1425-1468)                     |                                                  |                                                  |                                                  |                                                  |                                  |                                  |                                      |                                      |                                      |                                      | Johan II van Castilië (1405-1454)    | Johan II van Castilië (1405-1454)    | Johan II van Castilië (1405-1454)   | Johan II van Castilië (1405-1454)   | Johan II van Castilië (1405-1454)   | Johan II van Castilië (1405-1454)   |                                     |                                     |                                     |                                     |                                     |                                     | Isabella van Portugal (1428-1496) | Isabella van Portugal (1428-1496) | Isabella van Portugal (1428-1496) | Isabella van Portugal (1428-1496) | Isabella van Portugal (1428-1496) | Isabella van Portugal (1428-1496) |                                   |                                   |                                   |                                   |  |  |  |  |  |  |  |  |  |  |  |  |  |  |  |  |  |  |  |  |  |  |  |  |  |  |  |  |  |  |  |  |  |  |  |  |  |  |  |  |  |  |  |  |  |  |  |  |
|                                    |                                    |                                    |                                    | Johan II van Aragón (1398-1479)    | Johan II van Aragón (1398-1479)    | Johan II van Aragón (1398-1479)          | Johan II van Aragón (1398-1479)          | Johan II van Aragón (1398-1479)          | Johan II van Aragón (1398-1479)          |                                          |                                          |                                     |                                     |                                     |                                     | Johanna Enríquez (1425-1468)  | Johanna Enríquez (1425-1468)  | Johanna Enríquez (1425-1468)  | Johanna Enríquez (1425-1468)  | Johanna Enríquez (1425-1468)                     | Johanna Enríquez (1425-1468)                     |                                                  |                                                  |                                                  |                                                  |                                  |                                  |                                      |                                      |                                      |                                      | Johan II van Castilië (1405-1454)    | Johan II van Castilië (1405-1454)    | Johan II van Castilië (1405-1454)   | Johan II van Castilië (1405-1454)   | Johan II van Castilië (1405-1454)   | Johan II van Castilië (1405-1454)   |                                     |                                     |                                     |                                     |                                     |                                     | Isabella van Portugal (1428-1496) | Isabella van Portugal (1428-1496) | Isabella van Portugal (1428-1496) | Isabella van Portugal (1428-1496) | Isabella van Portugal (1428-1496) | Isabella van Portugal (1428-1496) |                                   |                                   |                                   |                                   |  |  |  |  |  |  |  |  |  |  |  |  |  |  |  |  |  |  |  |  |  |  |  |  |  |  |  |  |  |  |  |  |  |  |  |  |  |  |  |  |  |  |  |  |  |  |  |  |
|                                    |                                    |                                    |                                    |                                    |                                    |                                          |                                          |                                          |                                          | Ferdinand II van Aragon (1452-1516)      | Ferdinand II van Aragon (1452-1516)      | Ferdinand II van Aragon (1452-1516) | Ferdinand II van Aragon (1452-1516) | Ferdinand II van Aragon (1452-1516) | Ferdinand II van Aragon (1452-1516) |                               |                               |                               |                               |                                                  |                                                  |                                                  |                                                  |                                                  |                                                  |                                  |                                  |                                      |                                      |                                      |                                      |                                      |                                      |                                     |                                     |                                     |                                     | Isabella I van Castilië (1451-1504) | Isabella I van Castilië (1451-1504) | Isabella I van Castilië (1451-1504) | Isabella I van Castilië (1451-1504) | Isabella I van Castilië (1451-1504) | Isabella I van Castilië (1451-1504) |                                   |                                   |                                   |                                   |                                   |                                   |                                   |                                   |                                   |                                   |  |  |  |  |  |  |  |  |  |  |  |  |  |  |  |  |  |  |  |  |  |  |  |  |  |  |  |  |  |  |  |  |  |  |  |  |  |  |  |  |  |  |  |  |  |  |  |  |
|                                    |                                    |                                    |                                    |                                    |                                    |                                          |                                          |                                          |                                          | Ferdinand II van Aragon (1452-1516)      | Ferdinand II van Aragon (1452-1516)      | Ferdinand II van Aragon (1452-1516) | Ferdinand II van Aragon (1452-1516) | Ferdinand II van Aragon (1452-1516) | Ferdinand II van Aragon (1452-1516) |                               |                               |                               |                               |                                                  |                                                  |                                                  |                                                  |                                                  |                                                  |                                  |                                  |                                      |                                      |                                      |                                      |                                      |                                      |                                     |                                     |                                     |                                     | Isabella I van Castilië (1451-1504) | Isabella I van Castilië (1451-1504) | Isabella I van Castilië (1451-1504) | Isabella I van Castilië (1451-1504) | Isabella I van Castilië (1451-1504) | Isabella I van Castilië (1451-1504) |                                   |                                   |                                   |                                   |                                   |                                   |                                   |                                   |                                   |                                   |  |  |  |  |  |  |  |  |  |  |  |  |  |  |  |  |  |  |  |  |  |  |  |  |  |  |  |  |  |  |  |  |  |  |  |  |  |  |  |  |  |  |  |  |  |  |  |  |
|                                    |                                    |                                    |                                    |                                    |                                    |                                          |                                          |                                          |                                          |                                          |                                          |                                     |                                     |                                     |                                     |                               |                               |                               |                               |                                                  |                                                  |                                                  |                                                  |                                                  |                                                  |                                  |                                  |                                      |                                      |                                      |                                      |                                      |                                      |                                     |                                     |                                     |                                     |                                     |                                     |                                     |                                     |                                     |                                     |                                   |                                   |                                   |                                   |                                   |                                   |                                   |                                   |                                   |                                   |  |  |  |  |  |  |  |  |  |  |  |  |  |  |  |  |  |  |  |  |  |  |  |  |  |  |  |  |  |  |  |  |  |  |  |  |  |  |  |  |  |  |  |  |  |  |  |  |
|                                    |                                    |                                    |                                    |                                    |                                    |                                          |                                          |                                          |                                          |                                          |                                          |                                     |                                     |                                     |                                     |                               |                               |                               |                               |                                                  |                                                  |                                                  |                                                  |                                                  |                                                  |                                  |                                  |                                      |                                      |                                      |                                      |                                      |                                      |                                     |                                     |                                     |                                     |                                     |                                     |                                     |                                     |                                     |                                     |                                   |                                   |                                   |                                   |                                   |                                   |                                   |                                   |                                   |                                   |  |  |  |  |  |  |  |  |  |  |  |  |  |  |  |  |  |  |  |  |  |  |  |  |  |  |  |  |  |  |  |  |  |  |  |  |  |  |  |  |  |  |  |  |  |  |  |  |
|                                    |                                    |                                    |                                    | Isabella van Asturië (1470-1498)   | Isabella van Asturië (1470-1498)   | Isabella van Asturië (1470-1498)         | Isabella van Asturië (1470-1498)         | Isabella van Asturië (1470-1498)         | Isabella van Asturië (1470-1498)         |                                          |                                          |                                     |                                     | Johan van Aragon (1478-1497)        | Johan van Aragon (1478-1497)        | Johan van Aragon (1478-1497)  | Johan van Aragon (1478-1497)  | Johan van Aragon (1478-1497)  | Johan van Aragon (1478-1497)  |                                                  |                                                  |                                                  |                                                  | Johanna van Castilië (1479-1555)                 | Johanna van Castilië (1479-1555)                 | Johanna van Castilië (1479-1555) | Johanna van Castilië (1479-1555) | Johanna van Castilië (1479-1555)     | Johanna van Castilië (1479-1555)     |                                      |                                      |                                      |                                      | Maria van Aragon (1482-1517)        | Maria van Aragon (1482-1517)        | Maria van Aragon (1482-1517)        | Maria van Aragon (1482-1517)        | Maria van Aragon (1482-1517)        | Maria van Aragon (1482-1517)        |                                     |                                     |                                     |                                     | Catharina van Aragon (1485-1536)  | Catharina van Aragon (1485-1536)  | Catharina van Aragon (1485-1536)  | Catharina van Aragon (1485-1536)  | Catharina van Aragon (1485-1536)  | Catharina van Aragon (1485-1536)  |                                   |                                   |                                   |                                   |  |  |  |  |  |  |  |  |  |  |  |  |  |  |  |  |  |  |  |  |  |  |  |  |  |  |  |  |  |  |  |  |  |  |  |  |  |  |  |  |  |  |  |  |  |  |  |  |

Catharina van Aragon · Anna Boleyn · Jane Seymour · Anna van Kleef · Catharina Howard · Catharina Parr
- Biblioteca Nacional de España: XX836028
- Bibliothèque nationale de France: cb14637587b (data)
- Biografisch Portaal: 32883962
- Catàleg d'autoritats de noms i títols de Catalunya: 981058614671006706
- Digitale Bibliotheek voor de Nederlandse Letteren: cath014
- Gemeinsame Normdatei: 118721135
- International Standard Name Identifier: 0000 0000 6638 6533
- Library of Congress Control Number: n50035812
- Nationale Bibliotheek van Letland: 000149538
- Nationale Bibliotheek van Tsjechië: jn20000700865
- Nationale bibliotheek van Australië: 35026587
- Nationale Bibliotheek van Israël: 987007259433505171
- Nationale Bibliotheek van Polen: a0000001222623
- Nederlandse Thesaurus van Auteursnamen: 118534971
- LIBRIS: 349310
- SNAC: w6nm46g6
- Système universitaire de documentation: 143302213
- Trove: 800186
- Virtual International Authority File: 13102140
- WorldCat: E39PBJhCCdWFTYdfwCm6Kfdmh3